# Hospital materno Edna Adan
El Hospital materno Edna Adan es un hospital de caridad sin fines de lucro construido en Hargeisa, en el territorio independiente de facto de Somalilandia. Fundado por el exministro de Relaciones Exteriores de la autónoma y noroccidental región de Somalilandia y la ex primera dama de Somalia, Edna Adan Ismail. El hospital tiene como misión primordial ofrecer una mejor atención de salud a las personas cuyas vidas han sido traumatizadas por la guerra, y también proporcionar la formación a las enfermeras, parteras y otros trabajadores de la salud. Además de los servicios e instalaciones relacionados específicamente a la atención de la salud materna e infantil, el hospital cuenta con servicios de laboratorio de diagnóstico y un banco de sangre de emergencia, y ofrece diagnóstico y tratamiento de enfermedades de transmisión sexual.